# Seznam prekmurskih posvetnih tiskov (1820–1943)
Seznam prekmurskih posvetnih tiskov med 1820 in 1943

## 
- Janoš Kardoš: 1867a leta vogrszkoga orszácskoga szpráviscsa poszvetseni Právdeszklenye, Stampano v Pesti vu násztavi Gyurian i Deutsch Morica 1868 (primerek ni v razvidu)
- 1912-1942. 30th Anniversary Banquet of the First Windish Fraternal Benefit Society of America. Sundy Evening, November 29, 1942. At the Windish Hall, 321 E. Packer Avenue Betlehem, Pennsylvania. (1942) besedilo v angleškem in prekmurskem jeziku.

## A
- A cserencsóczi vegyes ipartársulat alapszabályai. – Artikuluši (temeljna pravila) zmesnoga mešterskoga (obertniškoga) drüžtva v Črensovcih. Nagy-Kanizsán. Wajdits József gyorssajtóján. (1880)
- A vértetű … Krváva vűs. A muraszombati gazdasági fiókegylet kiadványa. Nyomtatott Wellisch Bélánál Szt.-Gotthárdon. (oktober 1900)
- Ivan Berke: ABC zacsétne knige cstenyá za vesznicske solé. Po rédi Gönczy Pál-a. Nove vödánye. Vogr. kr. ministeriuma vadlüványa i návuka. V Budapesti. Lasztivnoszt vogr. král. vládarsztva. (1899)

## B
- Ernest Štiegler: Bojnszka szneja. Lüdszka spila vu 3 akti. Piszao Stiegler Ernő. Betlehem, 1928. (1928)

## C
- Constitution and By-Laws Frist Windish Fraternal Benefit Society of America (v angleščini in prekmurščini, ?)

## D
- Janez Cigler: Detelica ali zsivlenye trei krajnszki bratov francuszki szoldákov. Szpiszao Janez Cigler. Po Vogrszko-Szlovenszkom Krampats József. Chicago. Tisk International Printers Chicago. (1920) Jožef Krampatš je prevedel slovensko igro Deteljico ali življenje treh kranjskih bratov francoskih soldatov.

## E
- Ernest Štiegler: Eden pravicsen král (?)

## J
- Janoš Kardoš: Jezícsna flíszanya za vesznícski sôl II. zlôcs piszana po Nagy László. Vödána po vpl. vogr. král. ministeriumi vadlüvanya i navuka. V Büdini, lasznoszt vogr. král. vladársztva. (1871)

## K
- Ka more brigati vsakšega Prekmurca? Murska Sobota. Ravnateljstvo pörgarske šole (1925)
- Franc Ivanoci: Kascsé (!) lüsztva sztrán (néppárt)? (Vend.) (1895)
- Kolman Gumilar: Kátekizmus za mesterszke vizsge. Vküpposztavo Gumilár Kálmán, ipartestületi jegyző. Muraszombat 1943. Tiskala Vendvidéki könyvnyomda. (1943)
- Koga bi dejvali za követa? Isztinszke recsi k-sztánovnikom vogrszkoga országa. Práve pouti nászlednika scsémo mi za poszlanika. V-Veszpremi, 1875. Stámpano pri Armini Krausz. (1875)
- Jožef Košič: Krátki návuk vogrszkoga jezika za zacsetníke, vödáni od goszpona Szalay Imrea. Na vandalszka vüszta prenesseni po Kossics Jó'sefi, gornyo-szinicskom plebánosi. Sztroskom plemenite 'Seleznoga varmegyéva obcsine vözostampani. V-Grádczi, 1833. Papír ino natiszkanye od Leykam Andrása. (1833)

## L
- Matjaž Horvat: Lübezen. Spol. Ženitev. (Pisau: Dr. S. S. Weinerg /in/ Marg. Sanger. Prestavo na Slovenski jezik Mathias Horvath, Ph. in pisatel domačega zdravnika…). Dol. Lendava, Ernest Balkányi (1933)

## M
- Magyar-vend szótár. A vend nyelv alapos elsajátítása tanító nélkül. Összeállította: K-R. Kiadja: Vendvidéki Könyvnyomda Muraszombat. (1919)
- Janoš Flisar: Magyar-Vend szótár – Vogrszki-vendiski (vogrszkiszlovénszki, sztári szlovénszki:) rêcsnik. Irta Fliszár János. Budapest 1922. (1922)
- Janoš Flisar: Magyar-vend szótár. Vogrszki-vendiski (vogrszki-szlovénszki, sztári szlovénszki) rêcsnik. Irta Fliszar Janos. 2. atd. kiad. Budapest, Kokai Lajos 1942. (1942)
- Jožef Borovnjak: Máli politicsni vodnik po tak rekocsem „Politikai kistükör” od Boross Mihálya zdovolyenyom právoga szpiszatela z-sztroskom zselezno vármegyészke Deákove sztráni. Sombathelyi. Natisz Bertalanffy Imrea. (1869)
- Ernest Štiegler: Márica szlűzsit ide. Originalna slov. muzikalna komedija 3 gorivlejki. Uprozori: Szv. Ivana Szlovenszka Evang. Gmanjne Dramaticsni Club.
- Lenke Bajza Benicki: Materno znamenye. Pripovest. Piszala je: Beniczky Bajza Lenke. Na szlovenszki jezik obrnjeno po reditelsztvi Amerikanszki Szlovencov Glász novin. (1924)
- Moliere-ov Prisziljeni doktor. (Le Medecin Malgro Lui). Komedia vu trij (3) Talaj… Betlehemski slovenski dramaticsen club Ivan Baša. Pijsano je Septembra 9 toga. (?)

## N
- Matija Balažič: Na križopotji živlenja. Pripovest. Cena 10 Din. (1939)
- Imre Augustič: Na prelêtnyek vecsnoga szpômenka vrêdnoga 15-toga márciusa 1848. Piszano po Augusztich Imrivi. (1875)
- Janoš Kardoš: Nábüd. Nyomtatott Landerer és Keckenastnál. (1861) Prevod pesmi Mihálya Vörösmartyja Szózat/Budnica
- Janoš Flisar: Národne fabule. Anekdote, Szmejhsne Sálnoszti. Vküpszpravo i piszo: Jókai Mór. Poszlovencso: Fliszár János, vp. vucsitel. Amerikanszki Szlovencov Glász, Betlehem. (1929)
- Števan Kühar: Narodne pesmi vogrskih Slovencov. I. snopič. Egyházmegyei nyomda, Szombathely. (1913)
- Janoš Kardoš: Návod flíszanya vu govorênyi i razményi za vesznícski sol prvi i drűgi zlôcs. Szprávlen po Nagy Lászlóni solszko-kro'znom ravnateli. Vödani po vpl. král. ministeriumi vadlüványa i návuka. V-Büdini lasznoszt vogr. král. vladársztva. (1870)
- Janoš Kardoš: Návod vu szlovenszke A-B-C-szke i zácsétnoga cstenyá kniga za vucsitele piszan po Gönczy Pál. Buda. (1873)
- Janoš Kardoš(?): Návod na vogrszki jezik za vesznícski sôl I. in II. zlôcs. Szprávlen po Nagy László… Vödani po vpl. vogr. kral. ministeriumi vadlüványa i návuka. V-Büdini. Lasznoszt vogr. král. vladársztva. (1871)
- Imre Augustič: Návuk vogrszkoga jezika. Za zacsétnike. Piszao je: Augustich Imre. (1876)
- Janoš Kardoš: Nôve ABC i zacsétne knige cstenyá za vesznícski sôl prvi zlôcs. Szprávlene po Gönczy Pál… Vödáne po vpl. kr. ministeriumi vadlüványa i návuka. V-Büdini. Lasznoszt vogr. král. vladársztva. (1871)
- Štefan Lülik: Nôvi abeczedár z-nisteri nemski táksi kní'zicz vküp pobráni, i na szlovenszki jezik preobrnyeni po L.S.P.S. Stampani v Soprôni pri Kultsár Kataline odvêtki v-1820tom leti. (1820)
- Štefan Lülik: Nôvi abeczedár z-nisteri nemski táksi kni'zecz vküp pobráni, i na szlovenszki jezik preobrnyen po L.S.P.S. Stampani v-M. Óvári pri Czéh Sándori z-sztroskom Balogh Andrása knigvezára, 1853. (1853)
- Štefan Lülik: Nôvi abeczedár z-nisteri nemski táksi kni'zecz vküp pobráni, i na szlovenszki jezik preobrnyen po L.S.P.S. Stampani v-M. Óvári pri Czéh Sándori z-sztroskom Balog Andrása knigovezára. (1856)
- Štefan Lülik: Nôvi abeczedár z-nisteri nemski táksi kni'zecz vküp pobráni, i na szlovenszki jezik preobrnyen po L.S.P.S. Stampani v-M. Óvári pri Czéh Sándori z-sztroskom Balogh Andrása knigvezára. (1863)
- Janoš Kardoš: Nôve knige cstenyá za vesznicski sôl drűgi zlôcs. Szprávlene po Gáspár Jánosi… Vödáne po pl. vogr. král. ministeriumi vadlüványa i návuka. V-Büdini. Lasznoszt vogr. král. vladársztva. (1870)
- Janoš Kardoš: Nove knige cstenyá za III. zlôcs po Gáspár Jánosi. Budán, 1871. A magyar kir. egyetemi nyomda. (1871)
- Janoš Kardoš: Nôve knige cstenyá za vesznicski sôl IV. zlôcs. Szprávlene po Gáspár Jánosi… V-Büdini 1871. A magyar királyi egyetemi nyomda. (1871)
- Jožef Pustaj(?): Nóve szlovenszke szenszke knige, vönabráne z edni nemski knig, stere szo med vszejmi szenszkimi knigami te nájbókse. 1909

## O
- Imre Augustič: O volitvah (1878). Prevod iz madžarščine (po Antonu Trstenjaku); primerek ni v razvidu
- Od bojne i od prisesztnoszti. Szlovenszkomi národi naposzano po Kerka-vi. Budapest 1920. Hornyánszky Viktora stamparija.

## P
- Janoš Flisar: Patikariusova biblia (prevod iz madžarščine, ?)
- Plemeniti goszpoudje (?)
- Janoš Kardoš: Potikazács na zacsétno rovatanye. Návod za sólszke vucsítele. Szprávlen po Maszák Hugói. V-Büdini. A magyar királyi egyetemi nyomda. (1871)
- Pripoveszti z-Ferenc caszara vremena dvornoga zsivlénya z-vecs piszátelov piszem vküpposztávleno i poszlovencseno po neznanom piszáteli. 1928. Vödano po Amerikanszki Szlovencov Glász novin stampariji, Betlehem. (1928)
- Imre Augustič: Prirodopis s kepami za národne šole. Nastavo: Augustich Imre, Lástno Drüžbe svétoga Števana. Buda-Pešt. (1878)

## R
- Regule mesterszke drüstve szobotske krajine i vu nyenoj kríli bodoucse zmirajoucse komissie. V-Szoboti, stampano z-Gondos (Grünbaum) Márka piszkmi. (1896)

## S
- Štefan Tratnjek: Spoved v slovensko-francoskom jeziki. Za slovenske delavce v Franciji. Založilo: Slov. Kat. Akad. društvo Zavednost. Tiskarna Balkányi E. Lendava (1934)
- Janoš Kardoš: Szlovenszke nove knige cstenyá za vesznícki sól III. zlôcs. Szprávlene po Gáspár Jánosi… V-Büdini 1872. Stampane v-násztavi vogr. král. navküpnoszti. (1871)
- Janoš Kardoš: Szlovenszke nôve knige cstenyá za vesznicski sôl IV. zlôcs. Szprávlene po Gáspár Jánosi… Vödáne po vpl. vgr. král. ministeriumu vadlüványa i navuka. V Büdini. Lasznoszt vogr. král. vladársztva. Stampane v násztavi vogr. král. navküpnoszti. (1872)
- Janoš Flisar: Szprotolesnye popovjé. Pripovejsti od mladéncov. Piszao: Mikszáth Kálmán. Poszlovencso: Fliszár János. Amerikanszki Szlovencov Glász, Betlehem. (1927)
- Ferenc Ivanoci: Sztranka lüdsztva. (1895)

## Š
- Franc Talanji: Špionje v svetovnoj bojni na fronti i za frotom 1914-1918. Napisao: Talanyi Franc, urednik Dober Pajdaš kalendariuma, Gor. Radgona. (1935)

## T
- Janoš Kardoš: Toldi. Versusko pripovedávanje. Szprávleno po Arany János-i. Na vend jezik obrnyeno po Kardos János-i. Budapest, 1921, Hornyánszky Viktora stamparija. (1921) Kardoš je prevel Aranyovo pesem v 19. stoletju).

## V
- Sándor Mikola: Válogatott Ezopusi mesék – Prebrane Ezopusove fabule. Magyarul és vendül írta Mikola Sandor. Budapest, Szerző kiadása, 1942. (1942)
- Vendszka kniga cstenyá za I., II. i III. zlôcs národne sôle – Olvasókönyv a vend tannyelvű népiskolák I., II. és III. osztálya számára. Budapest, A Szent István-társulat kiadása 1939. (1939)
- Janoš Flisar: Vend-magyar szótár. Vendiski-vogrszki (vogrszko-szlovénszki, sztaro-szlovenszki) rêcsnik. Irta: napisao Fliszár János, Budapest, Kokai Lajos. (1943)
- Vilmoš Tkalec (Tarcsay): Vend-szlovenszka kniga cstenyá za I., II. i III. zlocs národne sôle – Olvasókönyv a vendszlovén tannyelvű népiskolák I., II. és III. osztálya számára. Budapest Szent István-Társulat kiadása, 1939. (1939)
- Vilmoš Tkalec (Tarcsay): Vendszka kniga cstenyá za I., II. i III. zlôcs národne sôle – Olvasókönyv a vend tannyelvű népiskolák I., II. és III. osztálya számára. Budapest a Szent István-Társulat kiadása, 1939. (druga izdaja Vend-szlovenszke knige cstenyá, 1939)
- Janoš Flisar: Vsze je dobro, csi je konec dober. Návocsne pripovejsti. Z-vogrszkoga poszlovencso Fliszar Janos. Ured. DL. Prekmurska tiskarna v Murski Soboti. (1938?)

## Z
- Jožef Košič: Zgodbe vogerszkoga králesztva. Szpiszao Kossics József plebános na gorejnyem Sziníki. Natiszk od Bertalanffy Imrea v-Szombotheli vu leti 1848. (1848)
- Jožef Košič: Zobriszani Szloven i Szlovenka med Műrov i Rábov. Nájde sze v Körmendini pri Udvary Ferenci knigovezari. (1845)